# Tillé
Tillé – miejscowość i gmina we Francji, w regionie Hauts-de-France, w departamencie Oise.
Według danych na rok 1990 gminę zamieszkiwało 1129 osób, a gęstość zaludnienia wynosiła 77 osób/km² (wśród 2293 gmin Pikardii Tillé plasuje się na 249. miejscu pod względem liczby ludności, natomiast pod względem powierzchni na miejscu 208.).
W miejscowości znajduje się międzynarodowy port lotniczy Beauvais-Tillé.